# Gedeone
Gedeone (in ebraico גדעון‎?, Ghide'on) è un personaggio biblico, un giudice della Tribù di Manasse le cui gesta sono descritte nel libro dei Giudici ai capp. 6-8. 

## Racconto biblico

### Scelto da Dio
Gedeone era il figlio di Ioas, secondo il racconto biblico «il più piccolo nella casa di [suo] padre». Abitava a Ofra, un villaggio all'interno di una delle più piccole divisioni della tribù di Manasse. Passava per uomo di grande fede nel Dio di Israele.
Dopo quaranta anni di pace apportati dalla vittoria di Debora e Barac contro i Cananei, gli Israeliti si allontanarono di nuovo dai comandamenti di Dio e dalla sua protezione. Dio li lasciò alla mercé degli attacchi dei Madianiti e degli Amaleciti, due popoli pagani e oppressivi nei confronti degli Israeliti. Gedeone venne poi scelto da Dio per salvare il popolo e per rimuovere l'idolatria. Timoroso, Gedeone chiese un segno a Dio, temendo di non essere in grado di affrontare i feroci oppressori di Madian. L'angelo di Dio si palesò facendo consumare la totalità del sacrificio offerto da Gedeone (un capretto e molti pani non lievitati) per mezzo di un fuoco sprigionato dalla roccia (cfr. Giudici 6,11-21).
Seguendo l'ordine divino, Gedeone distrusse di notte l'altare in onore di Baal costruito nella città. Quando gli abitanti seppero quello che aveva fatto vennero a reclamare che Gedeone fosse consegnato a loro, ma il padre Ioas intervenne replicando sprezzantemente che se Baal era un dio avrebbe potuto difendersi da solo (cfr. Giudici 6,25-32).
Gedeone riunì in seguito gli uomini della tribù di Manasse, della tribù di Aser, della tribù di Zabulon e della tribù di Neftali per combattere gli invasori di Madian e di Amalek. Domandò nuovamente un segno a Dio: far cadere la rugiada solamente su un vello di lana di pecora e lasciare il terreno attorno asciutto, cosa che avvenne (cfr. Giudici 6,36-40).

### Vittoria sugli invasori
Nonostante gli invasori, secondo il racconto biblico, avessero un esercito di 135 000 uomini rispetto ai 32 000 Israeliti di Gedeone, Dio non desiderava che la vittoria sui Madianiti fosse male interpretata. Ordinò perciò a Gedeone di scegliere solo trecento uomini tra i 32 000 che aveva radunato (cfr. Giudici 7,2-7). Gedeone, mostrando fede, fece esattamente quanto Dio aveva comandato.
Durante la notte, Gedeone si infiltrò nel campo dei Madianiti che furono presi dal panico quando i trecento Israeliti si lanciarono all'attacco al suono dei corni; in preda al panico, molti Madianiti si uccisero a vicenda. I sopravvissuti si dettero alla fuga (cfr. Giudici 7,16-22). Gedeone riuscì a catturare i condottieri nemici, ovvero i giovani principi Oreb e Zeeb, giustiziandoli poi personalmente, e operò il totale ripristino di cose nella sua giurisdizione punendo gli anziani di Succoth e uccidendo tutti gli abitanti di Penuel come castigo per non aver aiutato i suoi uomini.
Dopo questi avvenimenti gli Israeliti chiesero a Gedeone di diventare loro re, ma egli rifiutò rispondendo che né lui né i suoi figli li avrebbero mai governati perché solo Dio era e doveva essere la loro unica guida (cfr. Giudici 8,22-23). In questo modo il paese conobbe la pace durante tutto il periodo in cui Gedeone fu giudice, ovvero 40 anni.

## La fede di Gedeone, esempio per i cristiani nel Nuovo Testamento
Il giudice Gedeone è citato anche nel Nuovo Testamento come esempio di fede per tutti i cristiani. Appartiene infatti a quelli che l'autore della Lettera agli Ebrei chiama «un gran nuvolo di testimoni» (Ebrei 12,1), in un elenco di personaggi che mostrarono una fede senza riserve nell'unico Dio di Israele: Barac, Sansone, Iefte, Davide, Samuele e ad altri profeti (Ebrei 11:32).
Lettera agli Ebrei capitolo 11 versetti 32-34 e capitolo 12 versetto 1.»

## Culto
Viene considerato santo dalla Chiesa cattolica. Dal Martirologio Romano alla data del 26 settembre: Commemorazione di san Gedeone, della tribù di Manasse, che fu giudice di Israele e, ricevuto dal Signore il segno della rugiada che scendeva sul vello, con la forza di Dio distrusse l'altare di Baal e liberò il popolo d'Israele dal giogo dei nemici.